# Acianthera angustifolia
Acianthera angustifolia é uma espécie de orquídea (Orchidaceae) que existe do México ao Equador, antigamente subordinada ao gênero Pleurothallis.

## Publicação e sinônimos
- Acianthera angustifolia (Lindl.) Luer, Monogr. Syst. Bot. Missouri Bot. Gard. 112: 118 (2007).

Sinônimos homotípicos:
- Pleurothallis angustifolia Lindl., Edwards's Bot. Reg. 21: t. 1797 (1835).
- Humboltia angustifolia(Lindl.) Kuntze, Revis. Gen. Pl. 2: 667 (1891).

Sinônimos heterotípicos:
- Pleurothallis wilsonii Lindl., Ann. Mag. Nat. Hist., III, 1: 326 (1858).
- Humboltia wilsonii (Lindl.) Kuntze, Revis. Gen. Pl. 2: 668 (1891).
- Pleurothallis confusa Fawc. & Rendle, J. Bot. 47: 129 (1909).
- Pleurothallis carioi Schltr., Repert. Spec. Nov. Regni Veg. 15: 205 (1918).
- Pleurothallis wilsonii var. quentiniana Stehlé, Bull. Agric. Martinique 8: 282 (1939).
- Pleurothallis wilsonii var. typica Stehlé, Bull. Agric. Martinique 8: 383 (1939), nom. inval.
- Acianthera wilsonii (Lindl.) Pridgeon & M.W.Chase, Lindleyana 16: 247 (2001).